# Глоджяне (Дечани)
Глоджяне (серб. Глођане, Glođane; алб. Gllogjan) — село в общине Дечани в исторической области Метохия. С 2008 года находится под контролем частично признанной Республики Косово.

## Административная принадлежность
| Сербская позиция                                                                 | Албанская позиция                                            |
| -------------------------------------------------------------------------------- | ------------------------------------------------------------ |
| входит в общину Дечани Печского округа автономного края Косово и Метохия, Сербия | входит в общину Дечани Джяковицкого округа Республики Косово |

## Население
Согласно переписи населения 1981 года в селе проживал 948 человек: 947 албанцев и 1 македонец.
Согласно переписи населения 2011 года в селе проживало 984 человека: 484 мужчины и 500 женщин; 965 албанцев, 17 «балканских египтян» (цыгане) и 2 неизвестной национальности.
| Численность населения | Численность населения | Численность населения | Численность населения | Численность населения | Численность населения | Численность населения |
| 1948                  | 1953                  | 1961                  | 1971                  | 1981                  | 1991                  | 2011                  |
| --------------------- | --------------------- | --------------------- | --------------------- | --------------------- | --------------------- | --------------------- |
| 504                   | 493                   | 602                   | 753                   | 948                   | 1089                  | 984                   |

## Достопримечательности
На территории села находится римское поселение I—IV веков и мемориальный комплекс.

## Известные уроженцы
- Рамуш Харадинай — албанский косовский политик, премьер-министр Республики Косово.